# École du nouveau cinéma de Moscou
L'École du nouveau cinéma de Moscou (en russe : Московская школа нового кино) est une institution privée et autonome d'enseignement. Elle a été créée le 3 décembre 2012.

## Histoire
L'École du nouveau cinéma de Moscou a été fondée en 2012, par le producteur Gennadi Kostrov et le réalisateur Dmitri Mamoulia. Selon leur projet, cette école ne devait pas seulement devenir un nouvel établissement d'enseignement supplémentaire, mais aussi un site expérimental, capable de faire prendre un nouveau départ à l'ensemble du monde cinématographique. Selon leurs termes, l'école doit éclairer les étudiants et leur enseigner non seulement leur métier, mais leur apporter une vision originale de futurs auteurs.
En 2012, l'école a créé un premier groupe d'étudiants répartis en 3 facultés : réalisation, scénario, analyse de films. Elle a pu ainsi ouvrir ses portes à une centaine d'étudiants.
Aujourd'hui elle compte huit laboratoires : réalisation, scénario, dramaturgie, cadrage, analyse de film, ingénieur du son, montage, maquillage. Quelques autres laboratoires se spécialisent encore dans d'autres disciplines.

## Facultés
- Laboratoire de réalisation (général)
- Laboratoire de Dmitri Mamoulia
- Laboratoire de réalisation Paul Bardine
- Laboratoire de réalisation Arthur Aristakisian
- Laboratoire Bakour Bakouradzé
- Laboratoire de montage
- Laboratoire de réalisation et de cadrage Fred Keleman
- Laboratoire de cadrage Oleg Loukitchev
- Laboratoire d'acteurs Youri Mouravitski
- Laboratoire d'été d'acteurs Youri Mouravitski
- Cours de comédie d'Anatoli Vassiliev. Post-universitaire
- Laboratoire de scénarios Maria Zelinskaïa
- Laboratoire de scénarios Oleg Dorman
- Laboratoire de dramaturgie Sacha Denissova
- Laboratoire d'analyse de film et de critique de cinéma
- Laboratoire d'ingénieur du son

## Intégration internationale
Des spécialistes étrangers enseignent également dans l'école :
- Pierre Léon, critique de cinéma, acteur, scénariste, réalisateur de L'Idiot, et de Par exemple, Électre[2]. Il donne cours de réalisateur et d'acteur, soit l'un des cours les plus importants. Il est professeur à l'école française de cinéma La Fémis.
- Fred Kelemen (en), réalisateur allemand et cadreur de Padenie (2005), L'homme de Londres (2007), Le cheval de Turin (2011). Membre du jury des festivals de Berlin, de Grenade, de Thessalonique, d'Istanbul, de Tokyo, de Bangkok et membre de l'Académie européenne du cinéma.
- Peter Greenaway, réalisateur britannique de Zoo (1985), Le Cuisinier, le voleur, sa femme et son amant (1989), The Pillow Book (1996), Goltzius et la Compagnie du Pélican (2013). Auteur de plus de 40 œuvres pour le cinéma et la télévision. Commandeur de l' Ordre de l'Empire britannique.
- Paul Verhoeven, réalisateur hollandais et américain de Turkish Délices (1973), RoboCop (1987), Basic Instinct (1992), Black Book (2006). Lauréat du Saturn Awards, primé à la Mostra de Venise. Nommé aux Oscars du cinéma, grand prix du Festival de Cannes, prix de l'Académie européenne du cinéma, prix de la British Academy of Film and Television Arts.

## Partenariat avec des écoles étrangères de cinéma
- La Femis — école de cinéma française, une des meilleures au monde selon The Hollywood Reporter
- Baltic Film and Media School (en) — école balte de cinéma (Talin, Estonie)
- Haute École d'art de Zurich — université de Zurich (Suisse)
- Internationale ﬁlms chuleköln — école de cinéma internationale de Cologne (Allemagne)
- Akademi jeumetnosti — académie des beaux-arts de Belgrade (Serbie)
- Académie allemande du film et de la télévision de Berlin — école de cinéma de Berlin (Allemagne)
- Académie du film de Prague — école de cinéma de Prague (Tchéquie)
- CinemadaMare Film Festival (Italie)

## Prix et récompenses
Le film de l'étudiante de l'École du nouveau cinéma de Moscou, Valentina Antonovaïa, Body’s memory, a reçu une mention spéciale du jury et un diplôme du festival international du film de Thessalonique en Grèce.
Le film Presrenie des étudiants de l'École du nouveau cinéma, parmi lesquels l'opérateur Ivan Gromov et la réalisatrice Janna Karabalaevaïa, a obtenu le prix du jury du XXIe festival de débutants au cinéma Sainte-Anne à Moscou.
Le film Sofia (russo-bulgare) des étudiants de l'École du nouveau cinéma dont les étudiants Janna Karabalaevaïa, réalisatrice et le producteur Ilia Cherstobitov, a reçu le diplôme spécial du festival international de court métrage Sesily à Tbilissi pour le meilleur rôle féminin.
Le film Rojdestvo des étudiants de l'École du nouveau cinéma, parmi lesquels les opérateurs Rouslan Fedotov et Alexandre Koulak a obtenu le prix du jury au XXIe festival Sainte-Anne à Moscou.
Le court métrage Triage de Moscou de l'étudiant réalisateur de l'École du nouveau cinéma, Andréï Klytchnikov, a reçu une mention spéciale du jury du festival international de cinéma Kinodot pour son histoire fascinante et minimaliste sur les liens éphémères qui se créent entre les gens.
Le film Quatorze pas (Tchetyrnadtsad chagov) des étudiants de l'École du nouveau cinéma, du réalisateur Maxime Chavkine et de l'opérateur Anton Gromov, a reçu le grand prix du 36e Festival international du film de Moscou. Il a participé au programme de  Cinéfondation du Festival de Cannes 2015, également à la projection Zerkalo 2015. Il a reçu le prix du public Art Line dans le cadre du 12efestival de cinéma national Moscou première.
Le film Comment vivre sans amour de Svetlana Samochinoïa a participé au prix du court métrage du Kinotavr 2015.

## Critique
Le projet École d'acteur #24, sous la direction du metteur en scène de théâtre Konstantin Bogomolov, qui a été largement couvert dans les médias, n'a pas été introduit à l'École du nouveau cinéma de Moscou malgré des entretiens préalables à ce sujet[pas clair].